# Чичери э трия
Чичери э трия (также встречается написание чичери э триа, итал. Ciceri e tria) — блюдо из макарон в итальянской кухне, родом из Апулии, характерное для кухни итальянского региона Саленто. В качестве основных его ингредиентов используются макароны и нут, блюдо также включает в себя жареные макароны. Чичери э трия можно подавать как primi piatti (первое блюдо). Его называют «классическим и знаковым блюдом салентинской кухни» и в целом отличительным блюдом Апулии.

## Происхождение
Чичери э трия предположительно происходит из итальянского региона Салентина в Италии, относящегося к Апулии, где оно является традиционным блюдом.

## Этимология
Ciceri с латыни переводится как «нут» . Tria, что означает «паста» или «лапша», происходит от арабского наименования пасты — إطرية (от корня طرو или طري , обозначающего «быть свежим, мягким, влажным»). На генуэзском диалекте этим словом называют пасту. «Триа» может также относиться к тальятелле, традиционной пасте, этот термин происходит от апулийского диалекта. Кроме того, слово Tria может относиться и к типу пасты, распространённому на Сицилии. Оно до сих пор используется во многих районах Южной Италии, особенно на Сицилии.

## Ингредиенты и приготовление
Макароны и нут являются основными ингредиентами блюда чичиери э трия. Некоторые его варианты предполагают наличие большого количества бульона, который можно есть ложкой. Часть макарон (от одной трети до половины) обжаривают в масле в процессе приготовления, а остальную часть варят. Жареные макароны изначально использовались для придания мясистости блюду во время дефицита мяса. Они также могут придать блюду хрусткость. Некоторые апулийские варианты блюда включают в себя также и варку нута на медленном огне во время приготовления свежей пасты. Сушёный или сырой нут рекомедуется замочить за сутки до приготовления чичиери э трия. В качестве дополнительных ингредиентов используются лук, морковь, сельдерей и чеснок. Иногда блюдо приправляют чёрным перцем. Вкус чичери э трия иногда сравнивают со вкусом бекона. В качестве гарнира к нему подают хлеб или рис.

## Сервировка
В Апулии чичери э трия традиционно считается primi piatti (первым блюдом). В официальной итальянской структуре приёма пищи первое блюдо называется primo и обычно представляет собой горячее.